# 丘斯皮尼山
14°06′31″S 70°05′31″W / 14.10861°S 70.09194°W
丘斯皮尼山（Ch'uspini），是秘魯的山峰，位於該國東南部普諾大區，由科瓦薩區和烏西卡約斯區負責管轄，屬於安地斯山脈的一部分，海拔高度5,000米。